# Ardon Jashari
Ardon Jashari (Cham, 2002. július 30. –) svájci válogatott labdarúgó, a belga Club Brugge középpályása.

## Pályafutása

### Klubcsapatokban
Jashari a svájci Cham városában született. Az ifjúsági pályafutását a Luzern akadémiájánál kezdte.
2020-ban mutatkozott be a Luzern első osztályban szereplő felnőtt keretében. Először a 2020. július 31-ei, Zürich ellen 2–1-re megnyert mérkőzésen, Mark Marleku cseréjeként lépett pályára. Első gólját 2022. május 1-jén, a Lausanne-Sport ellen hazai pályán 3–0-ás győzelemmel zárult találkozón szerezte meg.
2024. július 1-jén négyéves szerződést kötött a belga első osztályban érdekelt Club Brugge együttesével.

### A válogatottban
Jashari az U21-es korosztályú válogatottban is képviselte Svájcot.
2022-ben debütált a felnőtt válogatottban. Először a 2022. szeptember 27-ei, Csehország ellen 2–1-re megnyert mérkőzés 90+3. percében, Remo Freulert váltva lépett pályára.
2024. június 7-én bekerült Murat Yakın szövetségi kapitány 26 fős keretébe, akik utaznak az Európa-bajnokságra.

## Statisztika
2024. augusztus 18. szerint.
| Klub        | Szezon   | Bajnokság          | Bajnokság | Bajnokság | Kupa  | Kupa  | Nemzetközi | Nemzetközi | Összesen | Összesen |
| Klub        | Szezon   | Bajnokság          | Mérk.     | Gólok     | Mérk. | Gólok | Mérk.      | Gólok      | Mérk.    | Gólok    |
| ----------- | -------- | ------------------ | --------- | --------- | ----- | ----- | ---------- | ---------- | -------- | -------- |
| Luzern      | 2019–20  | Swiss Super League | 2         | 0         | 0     | 0     | —          | —          | 2        | 0        |
| Luzern      | 2021–22  | Swiss Super League | 19        | 2         | 2     | 0     | —          | —          | 21       | 2        |
| Luzern      | 2022–23  | Swiss Super League | 34        | 1         | 2     | 0     | —          | —          | 36       | 1        |
| Luzern      | 2023–24  | Swiss Super League | 36        | 5         | 2     | 1     | 3          | 0          | 41       | 6        |
| Club Brugge | 2024–25  | Jupiler League     | 3         | 0         | 0     | 0     | —          | —          | 3        | 0        |
| Összesen    | Összesen | Összesen           | 94        | 8         | 6     | 1     | 3          | 0          | 103      | 9        |

### A válogatottban
| Válogatott | Év       | Pályára lépés | Gól |
| ---------- | -------- | ------------- | --- |
| Svájc      | 2022     | 2             | 0   |
| Összesen   | Összesen | 2             | 0   |

## Sikerei, díjai
Luzern
- Svájci Kupa
  - Győztes (1): 2020–21

 Club Brugge
- Belga Szuperkupa
  - Döntős (1): 2024

Egyéni
- Swiss Super League – A Hónap Játékosa: 2022 szeptember